# Haslund Sogn
Haslund Sogn er et sogn i Randers Søndre Provsti (Århus Stift).
I 1800-tallet var Ølst Sogn anneks til Haslund Sogn. Begge sogne hørte til Galten Herred i Randers Amt. Haslund Sogn tilhørte Haslund-Ølst Kommune fra 1842 til 1970. Kommunen blev ved kommunalreformen i 1970 indlemmet i Randers Kommune (1970-2006) og fortsatte efter strukturreformen i 2006 i den ny Randers Kommune.
I Haslund Sogn ligger Haslund Kirke.
I sognet findes følgende autoriserede stednavne:
- Bredningen (vandareal)
- Brusgård Mark (bebyggelse)
- Eriksborg Mark (bebyggelse)
- Haslund (bebyggelse, ejerlav)
- Haslund Kær (bebyggelse)
- Haslund Mark (bebyggelse)
- Haslund Skov (areal)
- Haslund Ø (areal, ejerlav)
- Sønder Borup (bebyggelse, ejerlav)
- Tebbestrup (bebyggelse, ejerlav)
- Tebbestrup Kær (bebyggelse)
- Tebbestrup Mark (bebyggelse)
- Vorup Mark (bebyggelse)